# Hanz Mirck
Hanz Mirck (Zutphen, 8 april 1970), is docent Nederlands en vertaler, muzikant, dichter, ex-stadsdichter van Zutphen en Apeldoorn en schrijver. Hij studeerde Nederlands aan de Universiteit Utrecht en studeerde af met de scriptie over de overeenkomsten tussen de teksten in Bredero's Groot Lied-boeck en de popgroep Doe Maar. Hij gaf de teksten van de band uit in hun definitieve vorm in het boek "Dit is alles".
Na zijn studie hield richtte Mirck zich enige tijd op cabaret. Hij was onder meer manager en technicus van het geprezen cabaretduo Zus & Zo. Daarna werkte hij zelf samen met cabaretier Bernhard Christiansen en won het Utrechts Cabaretfestival en de tweede prijs op het Eindhovens Cabaretfestival.
Voor de stichting Post Zutphen organiseerde hij jaarlijks een poëziefestival en ook coördineerde hij voor de Zutphense gemeentelijke literaire stichting alle optredens. Hij was werkzaam voor de Ida Gerhardt Poëzie Prijs en lid van verschillende literaire jury’s. Met Margot Engelen maakte hij de bloemlezing Wat is natuur nog in dit land.
Met zijn geschreven werk, zoals proza, poëzie en verscheidene columns, heeft Mirck inmiddels tien prijzen gewonnen (U-fonds schrijfprijs Universiteit Utrecht, Derde-van-Mahler schrijfprijs gemeente Arnhem, Columnwedstrijd gemeente Zutphen, Vrij Nederland lezerswedstrijd, Literaire avond Zuidwolde, Dunya poëzieprijs, Nominatie Buddingprijs, J.C.Bloemprijs, Wedstrijd stadsdichter van Zutphen, Dichter op 2018 NPO radio, recensiewedstrijd boekhandel Nawijn & Polak). Een gedicht van hem siert de grootste fietsenstalling van de wereld (Utrecht CS). Zijn werk is onder meer gepubliceerd in Tirade, De Revisor, Het liegend Konijn, Awater, Pooster, Nedwerk, Het Ei, nulnul.nl, Parmentier (waarvan hij enige tijd redacteur was), Vrij Nederland, Mens & Gevoelens, Volkskrant, NRC, Eigen, Lucity, PoëziepuntGL, Revisor, Tirade, Extaze, Liter e.a.. 
In augustus 2002 kwam zijn eerste dichtbundel uit: Het geluk weet niets van mij. Het boek werd genomineerd voor de C. Buddingh'-prijs 2003 en tot 'aanrader' bestempeld door Neeltje Maria Min en Gerrit Komrij. Daarna volgden "Wegsleepregeling van kracht" (J.C. Bloem-poëzieprijs), "Met andere ogen" (stadsgedichten over Zutphen, "Archiefvernietiging" en "Drie steden, twee ogen. De beste stadsdichtersgedichten over Arnhem, Zutphen en Apeldoorn en twee boeken met foto's van stadsfotograaf Jeroen Taalman. Ook publiceerde hij een roman: "Het godsgeschenk". Van 2007 tot 2009 was hij stadsdichter van Zutphen en van 2014 tot 2017 stadsdichter van Apeldoorn.
Als ludieke actie stelde hij zich in 2004 samen met Ingmar Heytze verkiesbaar als dichter des vaderlands, omdat de meeste stemmen gingen naar bekende dichters, die echter niet in staat waren snel op de actualiteit te reageren of geen zin hadden in het ambt. Tot hun verbazing werden ze tweede. De VPRO vroeg hen om wekelijks een actualiteitsgedicht te schrijven voor De Ochtenden (Radio 1). Daarna schreef Mirck voor EO's Dit is de dag.
Mirck vertaalde ook liedteksten en gedichten, waaronder de bundel 'Ether' van Nick Flynn, die op literairnederland.nl tot bundel van de maand werd uitgeroepen. Ook vertaalde bij twee bundels van Seamus Heaney, waarvan de tweede echter vanwege (volgens hem, critici zien het wel anders) het ontbreken van redactie (door uitgeverij Meulenhoff) tot opluchting van Mirck uit de handel werd genomen.
Mirck is ruim tien jaar actief als schrijfdocent en redacteur, onder andere voor de popgroep BLØF. Ook was hij redacteur van het literaire tijdschrift Parmentier en voor uitgeverijen als Passage en Vassallucci. Hij begeleidde onder andere Ingmar Heytze, Victor Vroomkoning, Ellen Deckwitz, Frank Starik, Maarten Buser, Hanneke van Eijken, Peer Wittenbols, Bas Steman, Maritgen Matter, Tim Pardijs en Hedwig Baartman als redacteur.
Hij werkt aan een zevende dichtbundel en een jeugdroman. Ook schrijft hij gedichten voor kinderen (verschijnen o.a. in 'Wie heeft daar met verf lopen smijten' (Querido). Verder treedt hij op met gedichten (van anderen) op (eigen) muziek. Hij is al tien jaar lang jurylid van de J.C. Bloem-poëzieprijs.